# Keala Settle
Keala Joan Settle, född 5 november 1975 i Laie i Hawaii, är en amerikansk skådespelerska och sångerska.
Settle fick sitt genombrott med rollen som Norma Valverde i Hands on a Hardbody, som spelades på Broadway under 2013, och blev nominerad för Outer Critics Circle Award, Drama Desk Award och en Tony Award i kategorin Bästa presentation för kvinnlig huvudroll i en musikal. Under 2017 porträtterade hon rollen som Lettie Lutz, "den skäggiga damen", i musikalfilmen The Greatest Showman. Sången "This Is Me" från filmen, huvudsakligen med Settle som sångerska, vann Golden Globe Award för bästa originalsång 2018 och var nominerad till en Oscar för bästa sång.

## Biografi
Settle föddes på Hawaii och är den äldsta av fem barn till Susanne (född Riwai), maori från Nya Zeeland, och brittiske David Settle. Hon tog 1993 examen från Kahuku High School, och är en alumn från Southern Utah University.

### Broadway
Settle gjorde sin Broadway-debut 2011 i Priscilla, Queen of the Desert i rollen som Shirley.
Settle slog igenom i rollen som Norma Valverde i Hands on a Hardboy, en musikal som spelades på Broadway under 2013 och är baserad på en dokumentär från 1997 om verkliga människor som tävlar för att vinna en ny lastbil. TheatreManias recensent skrev: "Settle, som Norma, stjäl varje scen hon är med i. Den spektakulärt bisarra inledningen till hennes stora nummer, 'Joy of the Lord', är svårare att klara av än vissa av Shakespeares monologer, och hennes solosånger avslöjar en själfull, överdimensionerad gospel som driver den heliga anden direkt till teatern. När hon tårögd inser vad hennes tro på Gud kanske har gjort, svider det som ett myggbett. Settles rörande uppträdande borde bli nominerat till alla Bästa kvinnliga huvudrollspriser i stan". För denna roll blev Settle nominerad till Outer Critics Circle, Drama Desk och en Tony Award för Bästa presentation för kvinnlig huvudroll i en musikal. Dessutom blev hon belönad med en Theatre World Award för Outstanding Broadway of Off-Broadway debut performance under 2012–2013 års teatersäsong.
Settle spelade rollen som "madam Thenardier" i en ny uppsättning av Les Misérables. Den hade premiär i mars 2014, och gick fram till 1 mars 2015.
Settle fick rollen som Becky i musikalen Waitress. Den öppnade på 24 april 2016 på Broadway-teatern Brooks Atkinson Theatre, efter att ha haft premiär på American Repertory Theatre i augusti 2015.

### Annat arbete
Settle spelade rollen som "Tracy Turnblad" under turnéuppsättningen av Hairspray. I recensionen från turnéstoppet på Kennedy Center 2005, skrev Washington Posts recensenter: "När det gäller Settle, så är hon en bra Tracy, även om hon ser för gammal ut för att ha tagit studenten eller ens ha gått ut high school." Hon var med på Lincoln Center-presentationen av South Pacific som Bloody Mary, under en turnéuppsättning som startade 2009. Recensenten på Massachusetts-baserade Pioneer Press skrev: "Bättre rollsättning är Keala Settle, som spelar den konspirerande Tonkanes-handlardamen Bloody Mary med en rullande gång, giftig som en huggorm och – vilket är djupt dolt men synligt i strategiska ögonblick – en grym lejoninna."
Från november till december 2012 spelade Settle rollen som "Mrs. Fezziwif" i Pioneer Theatre Companys (Salt Lake City) produktion av musikalen En julsaga.
Settle spelade rollen som berättarröst i Joseph and the Amazing Technivolor Dreamcoat på Oqunquit Playhouse i Ogunquit, Maine, från 31 juli till 25 augusti 2013.
Settle uppträdde på Encores! uppsättning av Violet 17 juli 2013 tillsammans med Sutton Foster. Hon gick dock inte vidare till Broadway-uppsättningen, eftersom hon istället besatte rollen som "madam Thénardier" i uppsättningen av Les Misérables; hon blev ersatt i Violet av Annie Golden. 
Angående sina karriärval har Settle sagt "… Jag är verkligen inte en musikalartist. Jag är mer en R&B-sångerska och det har jag varit i hela mitt liv. Min mamma är – eller var – också R&B-sångerska, i Nya Zeeland… Jag var för upptagen med att vilja sjunga backup eller göra studiojobb som körsångerska, och backup-sångerska för Gladys Knight i Vegas." Sedan, efter att hon medverkat i Hairspray, sa hon att hon "… inte visste hur man skulle leva i den världen…" och under flera år arbetade hon bakom scenen med designers tills hon fick en roll i South Pacific.
Under 2017 porträtterade Settle Lettie "Lutz," "den skäggiga damen" i det biografiska musikaldramat The Greatest Showman, tillsammans med Hugh Jackman, Zac Efron och Zendaya. Sången "This Is Me" från filmen, huvudsakligen med Settle som sångerska, vann en Golden Globe Award för bästa originallåt 2018, och var nominerad till en Oscar för bästa sång. 22 december 2017 släppte hon en EP vid namn Chapter One. 

## Filmografi
- The Greatest Showman (2017)
- Big Shot (2021)

## Musik
- Chapter One (2017)